# Trichurus spiralis
Trichurus spiralis är en svampart som beskrevs av Hasselbr. 1900. Trichurus spiralis ingår i släktet Trichurus och familjen Microascaceae.   Inga underarter finns listade i Catalogue of Life.